# Toño Mauri
Toño Mauri (1964. július 29. –) mexikói színész és énekes.

## Élete
Toño Mauri Mexikóban született. Karrierjét 1985-ben kezdte a Juana Iris című telenovellában, ahol Mauriciót alakította. 1998-ban Alonso szerepét játszotta a Titkok és szerelmekben. 2010-ben a Teresa című telenovellában megkapta Hernán szerepét.

## Filmográfia

### Telenovellák
- La malquerida (2014) ... Andrés Vivanco
- Teresa (2010-2011) ...Hernán Ledesma Domínguez
- Pasión (2007)...Álvaro Fernández de la Cueva
- Bajo las riendas del amor (2007)...Bruno Guzmán
- Las dos caras de Ana (2006-2007)...Adrián Ponce
- A liliomlány (Inocente de ti) (2004-2005)...Sebastián Rionda
- Velo de novia (2003)....Juan Carlos Villaseñor
- La otra (2002)....Daniel Mendizábal
- María del Carmen (Abrazame muy fuerte) (2000-2001)....Sacerdote Moisés
- Titkok és szerelmek (El privilegio de amar) (1998-1999)...Alonso del Ángel
- La antorcha encendida (1996)...Andrés Quintana Roo
- Madres egoístas (1991)....Maximiliano Báez
- Simplemente María (1989-1990)...Jose Ignacio López
- Mi segunda madre (1989)...Federico ``Sico´´
- Juana Iris (1985)...Mauricio

### Sorozatok
- Tiempo final (Fox) (2009) -  ...Emilio Martínez Rigatti
- Tiempo final (Fox) (2008) - "Simulacro" ...Mario
- Mujer casos de la vida real (2006)...Alonso

### Programok
- Desmadruga2 (2010)
- Al sabor del chef oropeza (2010)
- 100 mexicanos dijieron (2010)
- Mojoe (2010)
- Papá soltero (1990)...Gabriel

### Filmek
- Trampa Infernal (1990)...Mauricio